# Walajabad
Walajabad é uma panchayat (vila) no distrito de Kancheepuram, no estado indiano de Tamil Nadu.

## Geografia
Walajabad está localizada a 12° 46′ N, 79° 47′ L. Tem uma altitude média de 65 metros (213 pés).

## Demografia
Segundo o censo de 2001, Walajabad tinha uma população de 10,859 habitantes. Os indivíduos do sexo masculino constituem 50% da população e os do sexo feminino 50%. Walajabad tem uma taxa de literacia de 75%, superior à média nacional de 59.5%: a literacia no sexo masculino é de 82% e no sexo feminino é de 68%. Em Walajabad, 12% da população está abaixo dos 6 anos de idade.